# Diecezja Zamory
Diecezja Zamory – łac. Dioecesis Zamorensis – diecezja Kościoła rzymskokatolickiego w Hiszpanii. Należy do metropolii Valladolid. Została erygowana w X w.